# 雕纹海龙
雕纹海龙（学名：Choeroichthys sculptus）又稱豬海龍，为輻鰭魚綱棘背魚目海龙鱼科曲海龙属的鱼类。

## 分布
本魚分布于印度太平洋區，包括東非、印度、安達曼群島、中國、日本、臺灣、菲律賓、聖誕島、可可群島、印尼、馬來西亞、澳洲、新幾內亞、斐濟、帛琉、馬里亞納群島、密克羅尼西亞、薩摩亞群島、法屬波里尼西亞等海域。该物种的模式产地在斐济群岛。

## 深度
水深2至3公尺。

## 特徵
本魚體延長，口小，吻突出呈管狀，鱗片特化成骨板，體為褐色，尾鰭圓形。背鰭軟條27至34枚；臀鰭軟條4枚，體長可達8.5公分。

## 經濟利用
本魚常出現在潮池，躲藏於海藻從中，游泳能力弱，尾部不能捲曲。屬肉食性，以浮游動物為主。5至6月為繁殖期，雌魚將卵產於雄魚孵卵囊中，由雄魚負責照顧。
無任何經濟價值。